# علیرضا پوراستاد
علیرضا پوراستاد (زادهٔ ۱۵ مهر ۱۳۶۷ در تهران) خواننده موسیقی سنتی ایرانی است. وی با یادگیری آواز ایرانی و سازهای مختلف از جمله تنبک، سه‌تار، تار و پیانو در سالیان گذشته موفق به کسب تجربیات ارزنده‌ای در زمینه موسیقی سنتی ایرانی شده‌است و یکی از مشهورترین آثار او، تیتراژ برنامه کتاب‌باز در شبکه نسیم است.
پوراستاد اولین کنسرت رسمی خود را در سال ۱۴۰۰ برگزار کرد و بعد از آن با همراهی گروه چاوک، تصنیف‌های قدیمی را بازخوانی کرد. وی بعد از اجرای اولین کنسرت خود که بعد از فوت علی انصاریان بود، ادای احترام ویژه‌ای به پیش‌کسوت فقید فوتبال ایران که به علت بیماری کرونا از دنیا رفت، داشت.

## زندگی شخصی
علیرضا پوراستاد اصالتاً تهرانی است و در خانواده‌ای ۵ نفره و علاقه‌مند به موسیقی رشد کرده و خانواده‌اش را علت گرایش او به موسیقی می‌داند. برخلاف شایعات مطرح شده در فضای مجازی، او فعلاً به جرگه متاهل‌ها نپیوسته و مجرد است.
پوراستاد در حال جمع‌آوری اشعار خود است و قصد دارد تا به‌ زودی یک کتاب از اشعار کلاسیک خود را منتشر کند.

## ترانه‌شناسی
| عنوان          | ترانه‌سرا        | آهنگساز         | تنظیم           | سال انتشار | توضیحات               |
| -------------- | --------------- | --------------- | --------------- | ---------- | --------------------- |
| پرسه           | -               | -               | -               | ۱۴۰۱       | تیتراژ برنامه کتاب‌باز |
| کاش            | -               | -               | -               | -          | بازخوانی اثری از دلکش |
| خونه بهار      | -               | علیرضا پوراستاد | -               | ۱۴۰۱       | -                     |
| پریشانی        | حسین غیاثی      | سعید رضایی      | -               | ۱۴۰۰       | -                     |
| از یاد من برو  | حسین غیاثی      | سعید رضایی      | -               | ۱۴۰۰       | -                     |
| باید تموم می‌شد | فرامرز نصیری    | محمود صالحی     | -               | ۱۳۹۹       | -                     |
| گیسو           | امیرعلی سلیمانی | حسین نجابت      | -               | ۱۴۰۰       | -                     |
| کجای دنیا      | امیرعلی سلیمانی | محمد محتشمی     | -               | ۱۴۰۰       | -                     |
| زخم پنهان      | امیرعلی سلیمانی | محمد محتشمی     | -               | ۱۴۰۰       | -                     |
| عشق ادامه‌دار   | علیرضا پوراستاد | محمد محتشمی     | -               | ۱۴۰۰       | -                     |
| سکوت           | امیرعلی سلیمانی | حسین نجابت      | -               | ۱۴۰۰       | -                     |
| غریبه          | روزبه بمانی     | احسان نی‌زن      | مهرداد احمدزاده | ۱۴۰۱       | -                     |
| دختر کدخدا     | علی پارسا       | شهاب اکبری      | -               | ۱۴۰۲       | -                     |